# 카니슈카
카니슈카 1세, 또는 카니슈카 대제는 쿠샨 제국의 황제로, 그의 통치 기간(127년 ~ 150년) 동안 제국은 정점에 달했다. 그는 군사적, 정치적, 영적 업적으로 유명하다. 쿠샨 제국의 설립자 쿠줄라 카드피세스의 후손인 카니슈카는 중앙아시아와 간다라에서 갠지스 평원의 파탈리푸트라에 이르는 제국을 통치했다. 그의 제국의 주요 수도는 간다라의 푸루샤푸라 (페샤와르)에 있었고, 또 다른 주요 수도는 마투라에 있었다. 카니슈카의 주화는 트리푸리(현재 자발푸르)에서 발견되었다.
그는 불교로 개종하지 않았지만, 그의 정복과 후원은 비단길의 발전과 간다라에서 카라코람산맥을 넘어 중국으로의 대승불교 전파에 중요한 역할을 했다. 서기 127년경, 그는 제국의 공식 행정 언어로 그리스어를 박트리아어로 대체했다.
초기 학자들은 카니슈카가 서기 78년에 쿠샨 제위에 올랐고, 이 날짜가 샤카기원의 시작으로 사용되었다고 믿었다. 그러나 역사학자들은 더 이상 이 날짜를 카니슈카의 즉위 날짜로 간주하지 않는다. 팔크는 카니슈카가 서기 127년에 제위에 올랐다고 추정한다.

## 계보
카니슈카의 기원에 대해서는 두 가지 설이 있는데, 둘 다 별개의 카니슈카 왕조가 존재했다는 가정에 기반한다. 초기 학자인 스텐 코노우의 주장은 카니슈카가 호탄 출신이며, 비마 카드피세스의 통치 후 혼란기에 동족 동맹으로 소환되었다는 것이다. 코노우는 이 이론을 뒷받침하기 위해 서기 120년경 인도로 향하는 호탄 원정대가 비자야키르티 왕과 카니카 왕, 구잔 왕의 지휘를 받았다는 티베트 전통을 인용한다.
로만 기르슈만의 유사한 이론은 카니슈카가 원래 카슈미르의 왕이었으며, 이후 전체 왕조의 종주가 되었다는 것이다. 그는 쿠샨 세력이 카슈미르 북동쪽까지 도달했음을 암시할 수 있는 앞서 언급된 칼라트세 비문과, 카슈미르의 쿠샨 왕 목록에 카니슈카의 이름이 후슈카와 주슈카의 이름과 함께 세 번째로 기록되어 그에게 선대 왕이 있었음을 시사하는 라자타랑기니를 인용한다. 마지막으로, 카니슈카가 불교 신앙을 위해 카슈미르에서 활동했다는 증거는 그가 다른 지역보다 이 지역을 선호했으며, 카슈미르와 가까이하기 위해 페샤와르를 수도로 삼았음을 시사한다.
그는 월지족 출신이었고 모국어는 아마 토하라어였을 것이다. 카니슈카는 쿠샨 왕들의 인상적인 계보로 알려진 라바타크 비문에서 입증된 바와 같이 비마 카드피세스의 후계자였다. 카니슈카와 다른 쿠샨 통치자들과의 관계는 라바타크 비문에 묘사되어 있는데, 카니슈카가 자신의 대에 이르기까지 통치했던 왕들의 목록을 만들면서, 쿠줄라 카드피세스를 자신의 증조부, 비마 탁투를 자신의 조부, 비마 카드피세스를 자신의 부친, 그리고 자신을 카니슈카로 기록하고 있다: "왕 쿠줄라 카드피세스 (그의) 증조부, 그리고 왕 비마 탁투 (그의) 조부, 그리고 왕 비마 카드피세스 (그의) 부친, 그리고 *또한 자신, 왕 카니슈카를 위하여".

## 인도 및 중앙아시아 정복
카니슈카의 제국은 분명히 광대했다. 북서쪽으로는 아무다리야강 (옥수스강) 북쪽의 남부 우즈베키스탄과 타지키스탄에서부터 북인도, 남동쪽으로는 마투라까지 뻗어 있었고 (라바타크 비문은 심지어 그가 파탈리푸트라와 스리 참파를 지배했다고 주장한다), 그의 영토에는 카슈미르도 포함되어 있었는데, 그곳에는 바람물라 고개에서 멀지 않은 곳에 그의 이름을 딴 카니슈카푸르(현재의 카니스포라)라는 도시가 있었고, 그곳에는 여전히 큰 스투파의 기단이 남아있다. 서기 472년에 만들어진 중국어 번역본을 통해 알려진 불교 경전 스리다르마피타카니다나수트라는 카니슈카에 의한 파탈리푸트라의 정복을 언급한다.
그의 중앙아시아 지배에 대한 지식은 덜 확립되어 있다. 후한서에 따르면, 서기 90년에 장군 반초가 호탄시 근처에서 Xie(謝)라는 알려지지 않은 쿠샨 부왕이 이끄는 70,000명의 쿠샨 군대와 전투를 벌였다고 한다. 반초는 청야 전술을 사용하여 쿠샨족을 후퇴시키며 승리했다고 주장했다. 카슈가르시, 호탄시, 야르칸트 영토는 현대 신장 위구르 자치구의 타림 분지에 있는 중국의 속국이었다. 카니슈카의 주화 몇 개가 타림 분지에서 발견되었다.
카니슈카는 아마도 그의 통치 기간 동안 파르티아 제국의 침략을 격퇴했을 것이다. 이 전쟁은 하나의 자료, 즉 소실된 산스크리트어 원본을 중국어로 번역한 부법장인연전에 기록되어 있다.

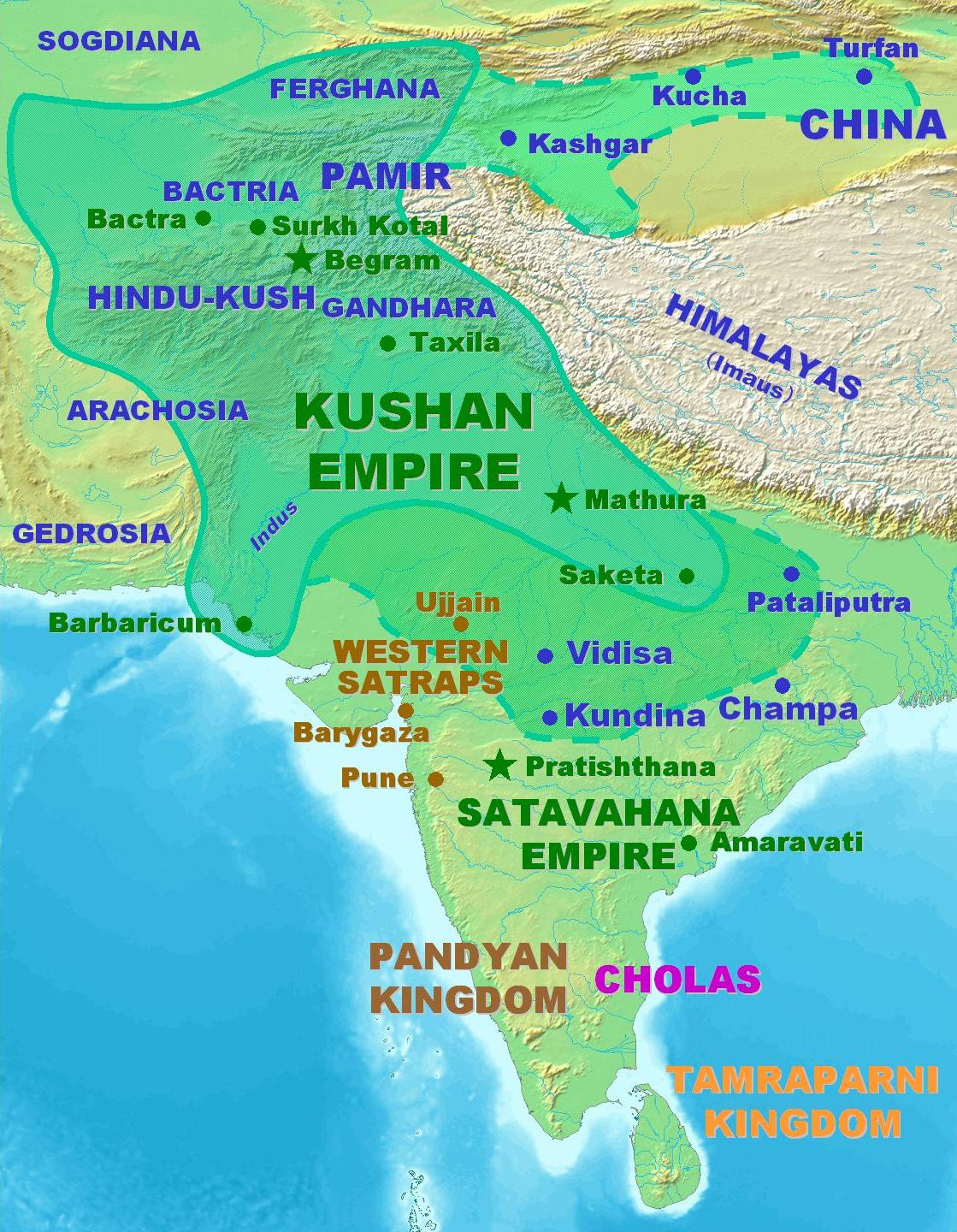
쿠샨 영토 (실선)와 카니슈카 통치 하의 쿠샨 영토 최대 확장 범위 (점선). 인도의 정복은 라바타크 비문에 따른 것이며,[24] 타림 분지로의 북방 확장은 주로 주화 발견과 중국 연대기에 의해 시사된다.
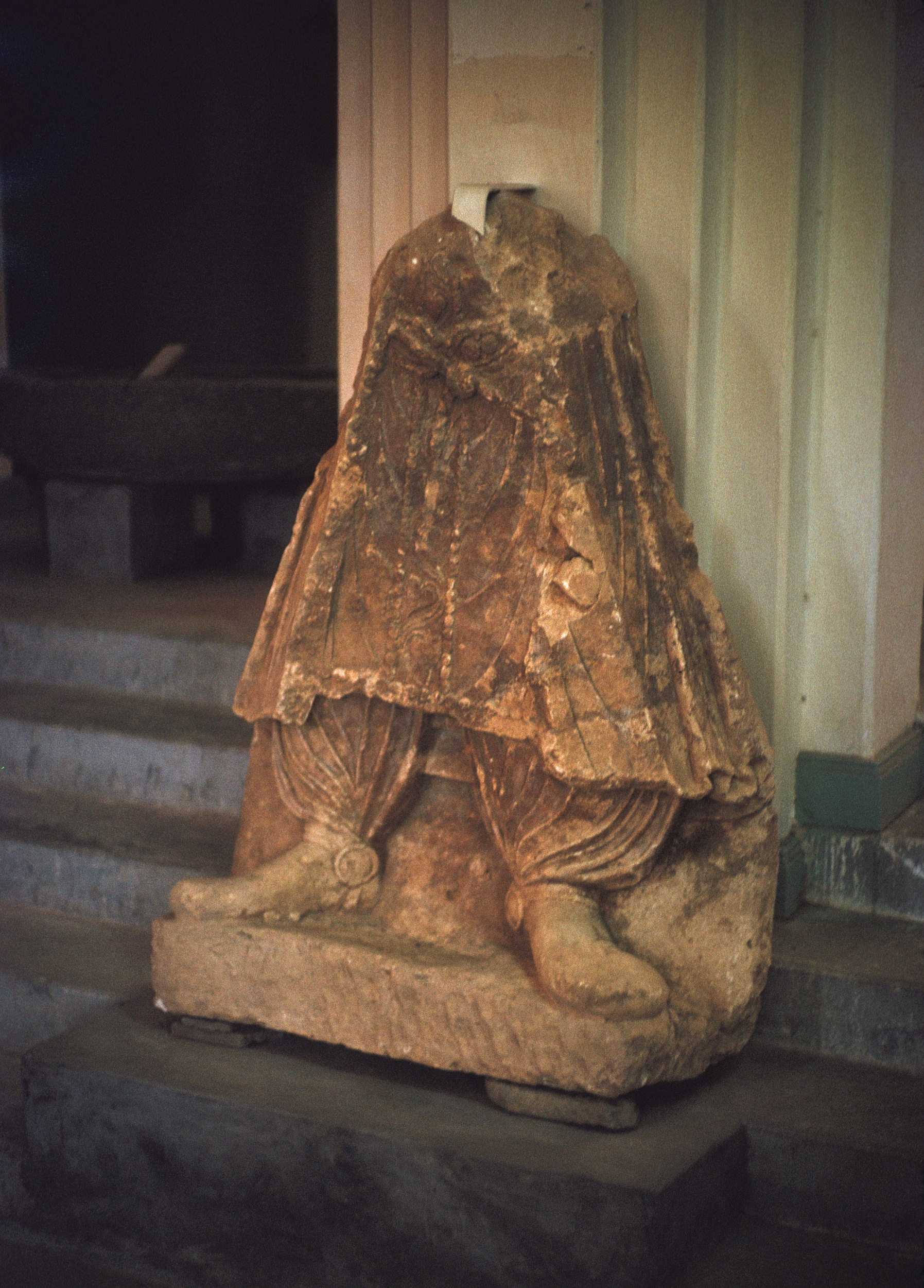
카니슈카상으로 추정되는 수르흐 코탈의 조각상, 2세기 CE. 카불 박물관.
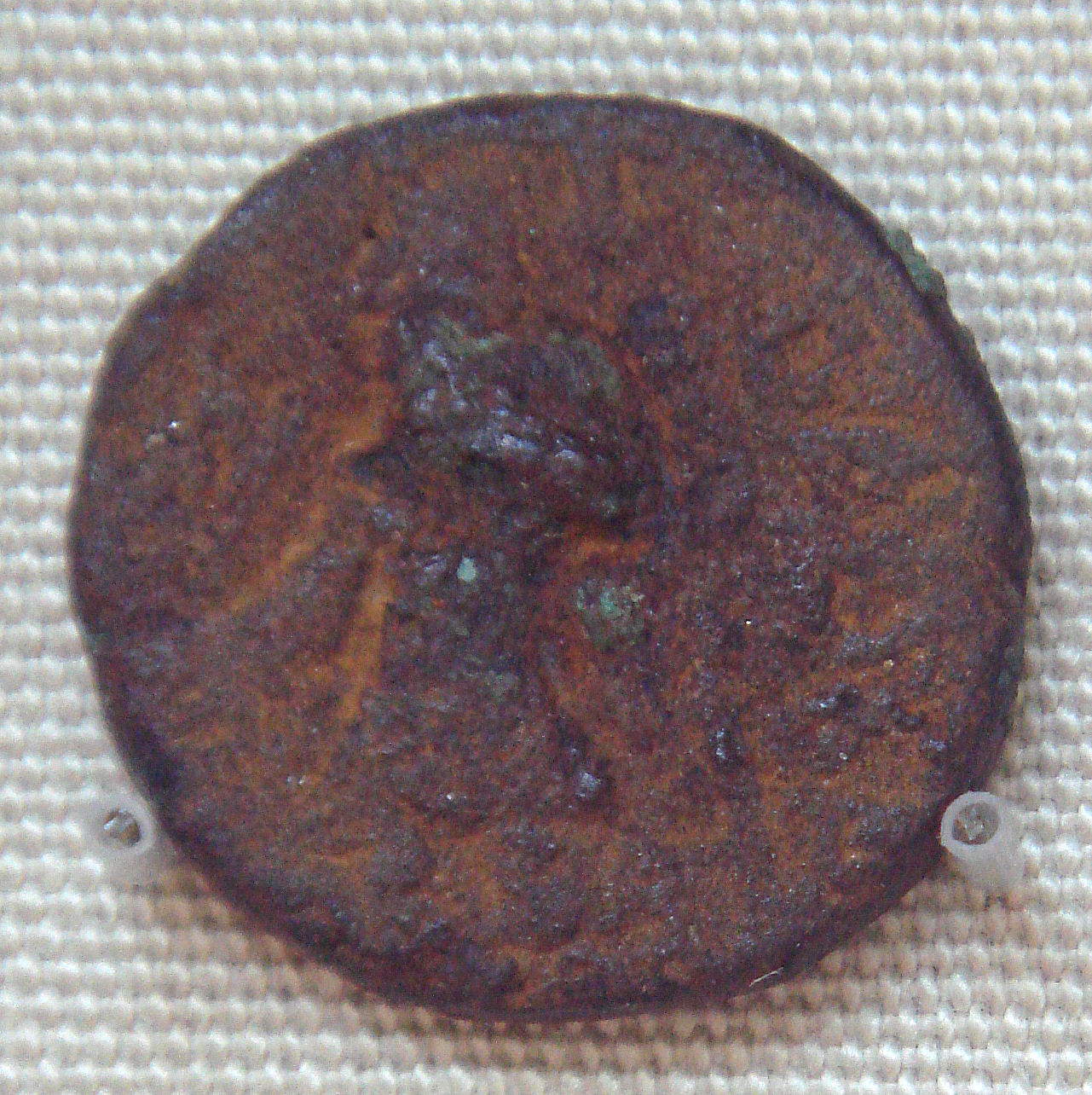
호탄시, 현대 중국에서 발견된 카니슈카의 청동 주화.
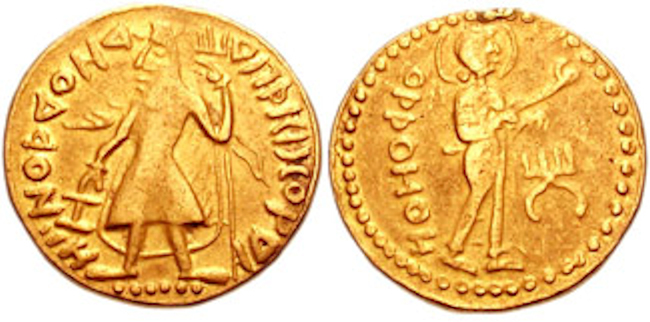
비라 자다마라 왕의 사마타타 주화, 카니슈카 1세의 쿠샨 주화를 모방한 것. 벵골,  2세기–3세기 CEc..

## 카니슈카의 주화
카니슈카의 주화에는 인도, 그리스, 이란, 심지어 수메르-엘람 신들의 이미지가 묘사되어 그의 신념에 나타난 혼합주의를 보여준다. 카니슈카의 통치 초기 주화에는 그리스어와 그리스 문자로 된 전설이 새겨져 있고 그리스 신들이 묘사되어 있다. 후기 주화에는 쿠샨족이 분명히 사용했던 이란어인 박트리아어로 된 전설이 새겨져 있으며, 그리스 신들은 해당 이란 신들로 대체되었다. 카니슈카의 모든 주화는 박트리아어로 된 전설이 있는 것까지도 /š/(sh)를 나타내는 추가적인 글리프(Ϸ)가 있는 변형된 그리스 문자로 쓰여 있었다. '쿠샨'과 '카니슈카'라는 단어에서처럼.
그의 주화에서 왕은 일반적으로 긴 코트와 발목에서 모아진 바지를 입고, 어깨에서 불꽃이 뿜어져 나오는 수염 난 남자로 묘사된다. 그는 큰 둥근 장화를 신고, 긴 칼과 창으로 무장하고 있다. 그는 종종 작은 제단에서 제사를 지내는 모습으로 보인다. 카니슈카의 실물 크기 석회암 부조의 하반신은 그의 코트 아래에 뻣뻣하게 자수된 수플리스와 바지의 가볍게 모인 주름 아래 장화에 박힌 박차를 달고 비슷하게 차려입은 모습이 카불 박물관에 보존되어 있었으나 탈레반에 의해 파괴되었다.

### 헬레니즘 시대

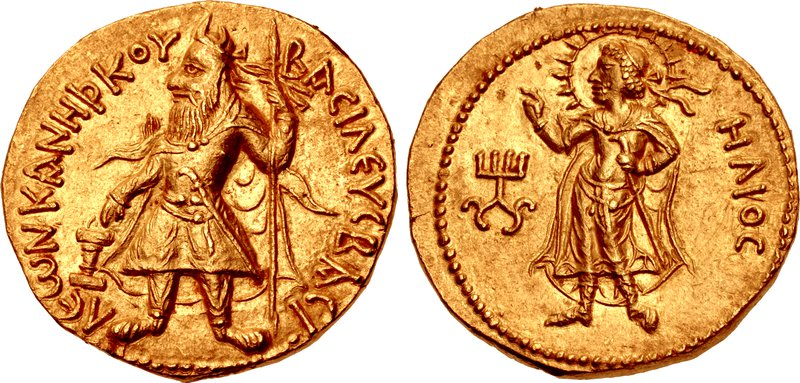
그리스어 전설과 헬레니즘 신 헬리오스가 새겨진 카니슈카 1세의 금화. (c. 120 AD).
앞면: 카니슈카가 쿠샨족의 두꺼운 코트와 긴 부츠를 신고 서 있으며, 어깨에서 불꽃이 뿜어져 나오고, 왼손에는 깃발을 들고 제단 위에서 제사를 지내고 있다. 그리스어 전설 ΒΑΣΙΛΕΥΣ ΒΑΣΙΛΕΩΝ ΚΑΝΗϷΚΟΥ "[주화] 왕 중의 왕, 카니슈카".
뒷면: 헬레니즘 양식으로 서 있는 헬리오스가 오른손으로 축복의 제스처를 취하고 있다. 그리스어 전설: ΗΛΙΟΣ 헬리오스. 왼쪽에 카니슈카의 모노그램(담가)이 있다.

그의 통치 초기에는 몇몇 주화에 그리스어와 그리스 문자로 된 전설이 새겨져 있다: ΒΑΣΙΛΕΥΣ ΒΑΣΙΛΕΩΝ ΚΑΝΗϷΚΟΥ, basileus basileon kaneshkou "[주화] 왕 중의 왕, 카니슈카."

이 초기 주화들에는 그리스어 이름으로 그리스 신들이 묘사되어 있다:
- ΗΛΙΟΣ (ēlios, 헬리오스), ΗΦΑΗΣΤΟΣ (ēphaēstos, 헤파이스토스), ΣΑΛΗΝΗ (salēnē, 셀레네), ΑΝΗΜΟΣ (anēmos, 아네모스)

그리스어 비문에는 철자와 구문 오류가 많다.

### 이란 / 인도 단계
주화에 박트리아어가 사용되기 시작하면서 그리스 신들은 이란 및 인도 신들로 대체되었다:
- ΑΡΔΟΧϷΟ (아르독쇼, 아쉬 반구히)
- ΛΡΟΟΑΣΠΟ (로아스포, 드르바스파)
- ΑΘϷΟ (아드쇼, 아타르)
- ΦΑΡΡΟ (파로, 의인화된 크와레나)
- ΜΑΟ (마오, 마)
- ΜΙΘΡΟ, ΜΙΙΡΟ, ΜΙΟΡΟ, ΜΙΥΡΟ (미트로, 미이로, 미오로, 미유로, 미트라의 변형)
- ΜΟΖΔΟΟΑΝΟ (모즈다오아노, "마즈다 승리자?")
- ΝΑΝΑ, ΝΑΝΑΙΑ, ΝΑΝΑϷΑΟ (범아시아 나나의 변형, 소그드어 nny, 조로아스터교 맥락에서 아르드비 수라 아나히타)
- ΜΑΝΑΟΒΑΓΟ (마나오바고, 보후 마나흐)
- ΟΑΔΟ (오아도, 바타)
- ΟΡΑΛΑΓΝΟ (오를라그노, 베레트라그나)

일부 불교 신들 또한 사용되었다:
- ΒΟΔΔΟ (보도, 붓다),
- ϷΑΚΑΜΑΝΟ ΒΟΔΔΟ (샤카마노 보도, 석가모니 부처)
- ΜΕΤΡΑΓΟ ΒΟΔΔΟ (메트라고 보도, 미륵보살)

일부 힌두교 신들 또한 사용되었다:
- ΟΗϷΟ (오에쇼, 시바). 최근 연구에 따르면 오에쇼는 아베스타어 바유가 시바와 혼합된 것일 수 있다.[30][31]

## 카니슈카와 불교

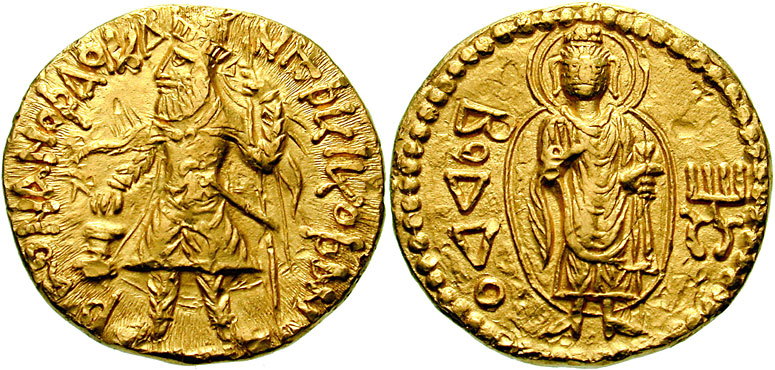
붓다가 묘사된 카니슈카 1세의 금화 (c. 120 AD).
앞면: 카니슈카가 쿠샨족의 두꺼운 코트와 긴 부츠를 신고 서 있으며, 어깨에서 불꽃이 뿜어져 나오고, 왼손에는 깃발을 들고 제단 위에서 제사를 지내고 있다. 쿠샨어 전설 (쿠샨족의 Ϸ "sh" 글자가 추가됨): ϷΑΟΝΑΝΟϷΑΟ ΚΑΝΗϷΚΙ ΚΟϷΑΝΟ ("샤오나노샤오 카니시키 코샤노"): "왕 중의 왕, 쿠샨의 카니슈카".
뒷면: 헬레니즘 양식으로 서 있는 붓다가 오른손으로 "무외" (아바야 무드라) 제스처를 취하고 왼손으로 옷 주름을 잡고 있다. 그리스어 전설: ΒΟΔΔΟ "보도", 즉 붓다. 오른쪽에 카니슈카의 모노그램(담가)이 있다.

불교 전통에서 카니슈카는 매우 중요하게 여겨진다. 그는 불교로 개종하지 않았지만, 그 가르침을 장려하고 왕실의 후원을 제공했다.:201 특히, 그는 카슈미르에서 4차 불교 결집을 의장으로 주재했다.:76 이 결집은 바수미트라와 아슈바고샤가 주재했다. 32가지 신체 특징을 기반으로 한 불상은 그의 시대에 만들어졌다.
그는 그리스 불교 미술의 간다라 학파와 마투라 미술 학파(쿠샨 통치에 피할 수 없는 종교적 혼합주의가 스며들어 있다)를 모두 장려했다. 카니슈카는 개인적으로 불교와 페르시아적 속성을 모두 포용했지만, 쿠샨 제국과 관련된 다양한 서적에 묘사된 불교 가르침과 기도 방식에 대한 헌신으로 입증되듯이 불교를 선호했다.
그의 불교 건축에 대한 가장 큰 기여는 현대 페샤와르의 푸루샤푸라에 있는 카니슈카 스투파였다. 1908–1909년에 그 기단을 재발견한 고고학자들은 이 스투파의 직경이 286피트(87미터)였다고 추정했다. 현장과 같은 중국 순례자들의 보고에 따르면 그 높이는 600~700(중국) "피트"(= 약 180–210미터 또는 591–689 피트)였고 보석으로 덮여 있었다.
카니슈카는 특히 불교 학자 아슈바고샤와 가깝게 지냈는데, 그는 그의 만년에 그의 종교 고문이 되었다고 한다.

### 불교 주화
카니슈카의 불교 주화는 비교적 드물다(카니슈카의 모든 알려진 주화 중 1% 미만). 몇몇 주화는 앞면에 카니슈카를, 뒷면에 서 있는 붓다를 묘사한다. 몇몇 주화는 또한 석가모니 부처와 미륵을 묘사한다. 카니슈카의 모든 주화와 마찬가지로, 디자인은 다소 투박하고 비율은 부정확한 경향이 있다. 붓다의 이미지는 종종 과장되어 있으며, 쿠샨 왕과 같은 방식으로 귀가 크고 발이 벌어져 있다.
카니슈카의 불교 주화는 세 가지 유형으로 알려져 있다:

#### 서 있는 붓다

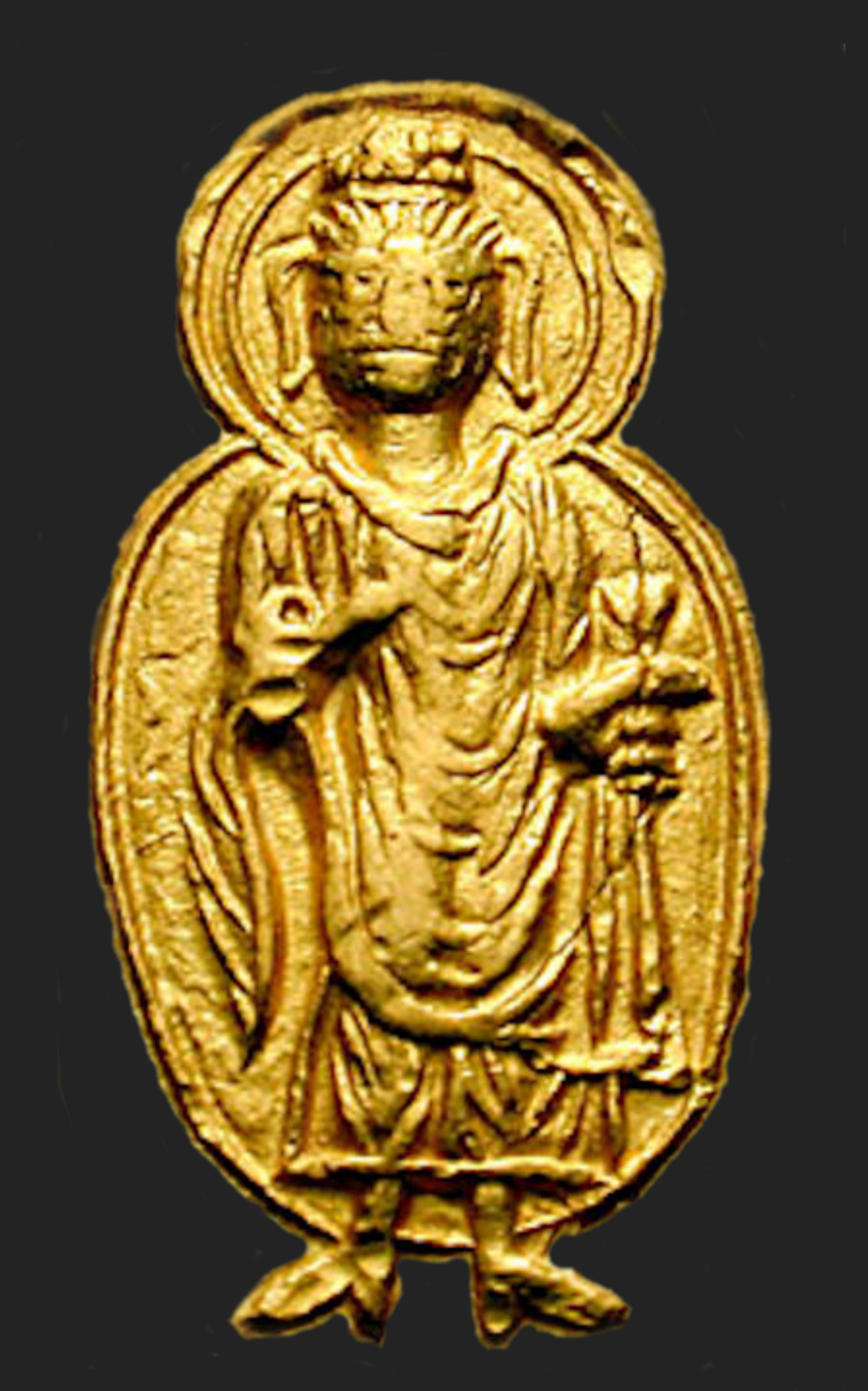
카니슈카의 주화에 광배에 둘러싸인 붓다의 묘사. 광배는 일반적으로 간다라 미술의 후기 진화로 간주된다.

황금으로 된 붓다의 쿠샨 주화는 단 6개만 알려져 있다 (여섯 번째 주화는 하트 모양의 루비 보석으로 장식된 카니슈카 붓다 주화로 이루어진 고대 보석의 중심이다). 이 모든 주화는 카니슈카 1세 아래에서 금으로 주조되었으며, 두 가지 다른 액면가를 가지고 있다: 약 8g의 디나르로, 로마의 아우레우스와 비슷하고, 약 2g의 쿼터 디나르이다 (약 오볼 크기).
붓다는 승복인 안타라바사카, 웃타라상가, 그리고 외투인 승가티를 입은 모습으로 표현된다.
귀는 매우 크고 길며, 주화의 작은 크기로 인해 필요했을 가능성이 있는 상징적인 과장으로 보이지만, 일반적으로 3세기–4세기 CE로 거슬러 올라가는 일부 후기 간다라 불상에서도 볼 수 있다 (왼쪽 그림). 그는 우스니샤를 덮는 풍성한 정수리를 가지고 있으며, 종종 곱슬거리거나 구형으로 매우 양식화되어 있는데, 이는 후기 간다라 불상에서도 볼 수 있다.
일반적으로 이 주화에 묘사된 붓다의 모습은 이미 매우 상징적이며, 초기 간다라 조각에서 볼 수 있는 보다 자연주의적이고 헬레니즘적인 이미지와는 상당히 다르다. 여러 디자인에서 콧수염이 뚜렷하게 나타난다. 그의 오른손 손바닥에는 차크라 표시가 있고, 이마에는 우르나가 있다. 한두 개 또는 세 개의 선으로 형성된 광배가 그를 둘러싸고 있다.
주화 속 붓다가 양쪽 어깨를 모두 덮는 옷을 입고 있는 것은 마투라 모델보다는 간다라 모델을 암시한다.

#### "석가모니불"

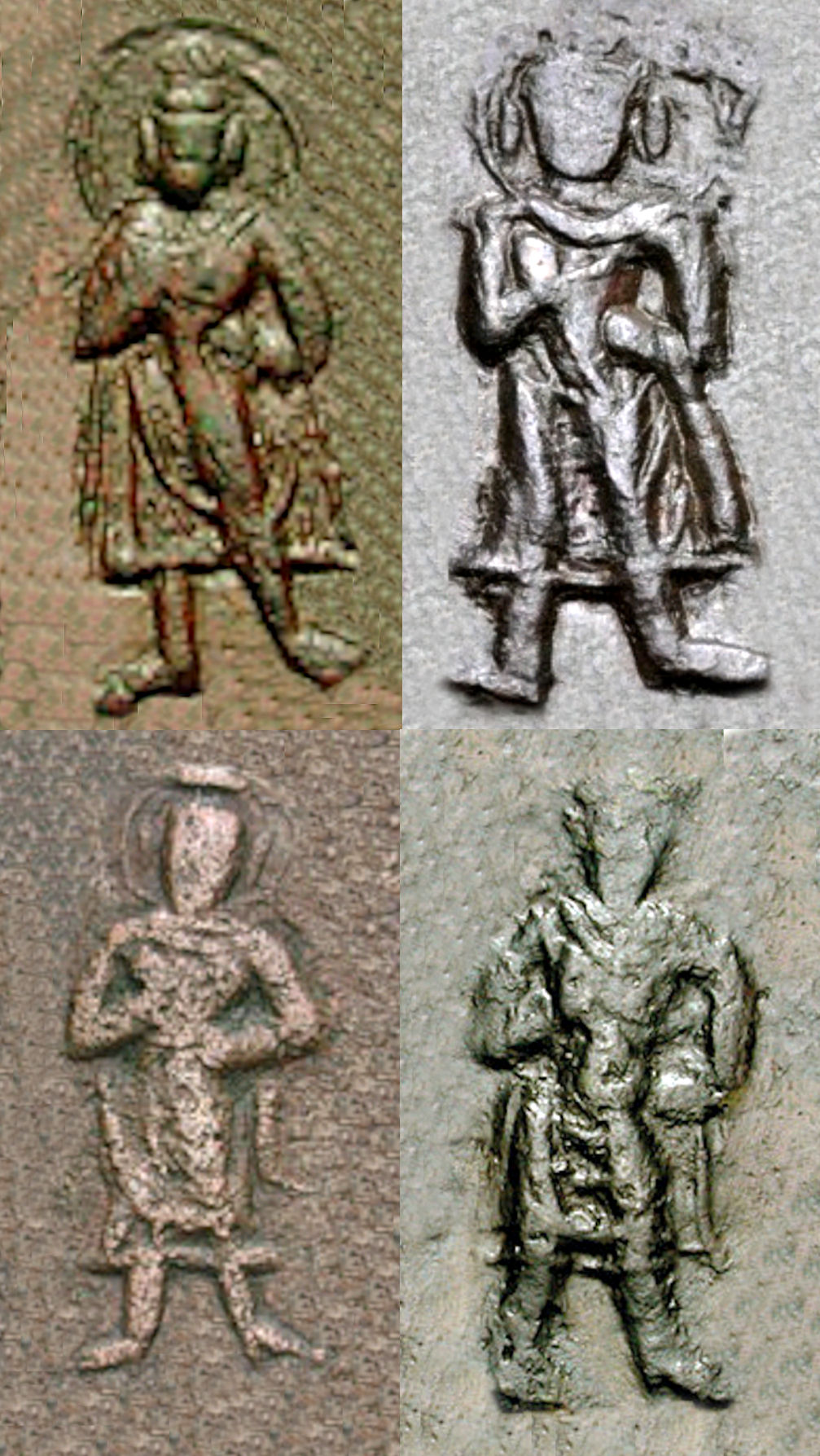
카니슈카의 주화에 묘사된 "석가모니불"(전설 ϷΑΚΑΜΑΝΟ ΒΟΔΔΟ "샤카마노 보도"와 함께).

석가모니불 (명각 "Sakamano Boudo", 즉 역사적 부처인 싯다르타 고타마의 또 다른 이름인 석가모니불과 함께), 정면을 향해 서 있으며, 왼손은 허리에 얹고 오른손으로 아바야 무드라를 취하고 있다. 이 모든 주화는 구리로만 되어 있으며, 일반적으로 상당히 마모되어 있다.
석가모니불의 가운은 붓다의 이름이 새겨진 주화의 가운에 비해 상당히 가벼워, 몸의 윤곽을 거의 투명하게 보여준다. 이것들은 아마도 승려복의 처음 두 겹인 안타라바사카와 웃타라상가일 것이다. 또한, 그의 가운은 왼쪽 팔에 접혀져 있다(위에처럼 왼손에 들려 있지 않다). 이는 비마란 불사리함에서만 알려진 특징이며 스카프와 같은 웃타리야를 시사한다. 그는 우스니샤를 덮는 풍성한 정수리를 가지고 있으며, 단순하거나 이중의 광배가 때로는 빛을 발하며 머리를 둘러싸고 있다.

#### "미륵불"

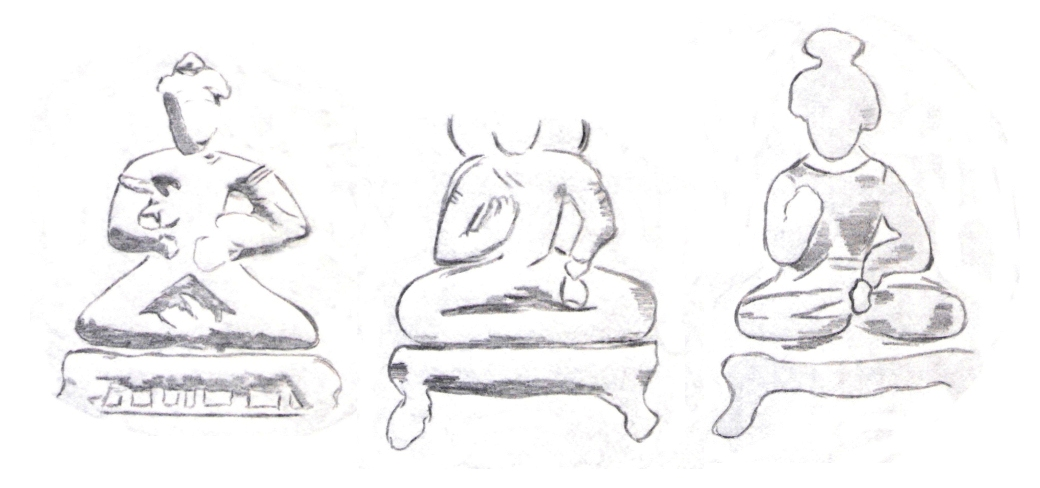
카니슈카의 주화에 묘사된 "미륵(전설 ΜΕΤΡΑΓΟ ΒΟΔΔΟ "메트라고 보도"와 함께).

미륵보살 (전설 "메트라고 보도"와 함께)은 왕좌에 가부좌를 틀고 앉아 물병을 들고 아바야 무드라를 취하고 있다. 이 주화는 구리로만 알려져 있으며 상당히 마모되어 있다.
가장 선명한 주화에서 미륵은 인도 왕자의 팔찌를 착용하고 있는 것으로 보이며, 이는 미륵의 조각상에서 흔히 볼 수 있는 특징이다. 왕좌는 작은 기둥으로 장식되어 있는데, 이는 미륵의 주화 표현이 그러한 잘 알려진 특징을 가진 기존의 조각상에서 직접 복사되었음을 시사한다.
미륵에게 "부처"라는 자격을 부여하는 것은 부정확한데, 그는 부처가 아닌 보살이기 때문이다 (그는 미래불이다).
이 세 가지 유형의 도상학은 카니슈카 주화에 묘사된 다른 신들의 도상학과는 매우 다르다. 카니슈카의 신들이 모두 옆모습으로 묘사되는 반면, 부처들은 정면으로만 묘사되는데, 이는 당시의 입상 및 좌상불의 정면 표현을 복사했음을 나타낸다. 석가모니불의 두 표현 모두 승복이 양쪽 어깨를 덮고 있어, 모델로 사용된 조각상이 마투라가 아닌 간다라 미술 학파의 것이었음을 나타낸다.

### 카니슈카 시대의 불교 조각상
여러 불상이 카니슈카의 통치와 직접적으로 관련되어 있는데, 예를 들어 마투라 미술의 여러 보살상들이 그러하며, 간다라의 일부 다른 불상들은 현재 기원전 186년에서 175년에 시작된 야바나 시대로 추정되는 연대가 새겨져 있다.
| 카니슈카 시대의 연대 기록 조각상 |
| - 카우샴비 보살상, "카니슈카 2년" 명문. - 발라 보살상, 사르나트, "카니슈카 3년" 명문. - "킴벨 좌불상", "카니슈카 4년" (131 CE) 명문. 또 다른 유사한 조각상에는 "카니슈카 32년"이라고 새겨져 있다. - 사흐르-이-바흘롤에서 발견된 간다라 불교 삼위일체상, 132 CEc., 연대 기록된 브뤼셀 불상과 유사하다. 페샤와르 박물관. - 두 나가 사이에 있는 나가상, "카니슈카 황제 8년" 명문. 135 CE. - 로리얀 탕가이에서 발견된 불상, "318년" 명문이 있으며 143 CE로 추정된다. - 같은 시기의 로리얀 탕가이에서 발견된 붓다 입상. |

### 카니슈카 스투파
127 CE 카니슈카 통치 첫 해로 추정되는 "카니슈카 불사리함" 또는 "카니슈카 사리함"은 1908-1909년 샤흐-지-키-데리(현 페샤와르 구시가지 간지 문 바로 바깥)에서 진행된 고고학 발굴 중 카니슈카 스투파 아래 보관실에서 발견되었다. 현재 페샤와르 박물관에 소장되어 있으며, 사본은 대영박물관에 있다. 붓다의 뼈 조각 세 개를 포함하고 있었다고 전해지며, 이 뼈 조각들은 현재 만달레에 보관되어 있다.
사리함은 카로슈티 문자로 봉헌되었다. 비문에는 다음과 같이 쓰여 있다:
"(*mahara)jasa kanishkasa kanishka-pure nagare aya gadha-karae deya-dharme sarva-satvana hita-suhartha bhavatu mahasenasa sagharaki dasa agisala nava-karmi ana*kanishkasa vihare mahasenasa sangharame"
이 글은 제작자인 그리스 예술가 아게실라스가 서명했는데, 그는 카니슈카의 스투파 (차이티아) 작업을 감독하여, 그 후기 시대에 그리스인들이 불교 유적 제작에 직접적으로 관여했음을 확인시켜준다: "마하세나 승원에서 카니슈카의 비하라 작업 감독관 아기살라오스의 하인"("dasa agisala nava-karmi ana*kaniskasa vihara mahasenasa sangharame").
사리함의 뚜껑에는 연꽃 좌대에 앉은 붓다가 그려져 있으며, 브라흐마와 인드라가 붓다를 경배하고 있다. 뚜껑의 가장자리는 날아가는 거위 무늬로 장식되어 있다. 사리함 본체에는 쿠샨 군주(아마도 카니슈카 본인)가 그려져 있고, 그의 양옆에는 이란의 태양신과 달의 신이 있다. 양쪽에는 왕족 인물들이 경배하는 좌불상이 두 개 있는데, 이는 카니슈카로 추정된다. 전형적인 헬레니즘 양식으로 케루빔이 지탱하는 화환이 장면 주위를 둘러싸고 있다.
사리함을 카니슈카에게 귀속시키는 것은 최근에 스타일적 이유(예를 들어 사리함에 묘사된 통치자는 카니슈카와 달리 수염이 없다)로 논란이 되고 있다. 대신, 사리함은 종종 카니슈카의 후계자인 후비슈카에게 귀속되기도 한다.

### 불교 전통 속 카니슈카
불교 전통에서 카니슈카는 불교로 개종하기 전에는 공격적이고 성급하며 엄격하고 다소 거친 왕으로 묘사되지만, 불교로 개종한 후에는 너그럽고 자비로우며 신실한 통치자가 되었다고 전해진다. 스리다르마피타카니다나 수트라에 따르면:
"이때 난시(파르티아)의 왕은 매우 공격적이고 폭력적인 성격이었다.... 아라한 비구가 왕의 가혹한 행위를 보고 그가 참회하기를 원했다. 그래서 그는 초자연적인 힘으로 왕에게 지옥의 고통을 보게 했다. 왕은 두려워하고 참회하며 심하게 울었고, 그리하여 내면의 모든 부정적인 것을 해소하고 생애 처음으로 깨달음을 얻었다." Śri-dharma-piṭaka-nidāna sūtra
또한 카니슈카의 도래와 그의 스투파 건설은 붓다에 의해 예언되었다고 한다:
". . . 붓다가 진흙 스투파를 만들고 있는 어린 소년을 가리키며....[말했다] 그곳에 카니슈카가 자신의 이름으로 스투파를 세울 것이라고." 비나야 수트라
둔황시에서 발견된 호탄족 두루마리에도 같은 이야기가 반복되어 있는데, 처음에는 붓다 열반 400년 후에 카니슈카가 도래할 것이라고 묘사되어 있다. 이 기록은 또한 카니슈카가 어떻게 자신의 스투파를 세우게 되었는지도 묘사한다:
"[카니슈카에게 거대한 스투파를 지으려는] 욕망이 생겨났다....그때 네 명의 세계 지배자들이 왕의 마음을 알게 되었다. 그래서 그들은 그를 위해 어린 소년의 모습으로 나타나....[그리고] 진흙 스투파를 만들기 시작했다....소년들은 [카니슈카에게] '우리는 카니슈카 스투파를 만들고 있습니다.'라고 말했다....그때 소년들은 모습을 바꾸어....[그리고] 그에게 말했다, '대왕이시여, 붓다의 예언에 따라 당신은 (?) 거대한 스투파가 있는 승가람을 지어야 하며, 공덕 있는 선한 존재들이 가져올 유물을 여기에 초대해야 합니다.'"
서기 630년경 인도를 여행한 중국 순례자 현장도 다음과 같은 이야기를 전한다:
"카니슈카는 모든 잠부드비파(인도 아대륙)의 주권자가 되었으나 카르마를 믿지 않았으나, 불교의 가르침과 경전에 매료되어 스스로 불교로 개종하였기에 불교를 존경하고 예우했다. 그가 황야에서 사냥을 하다가 흰 토끼가 나타났다. 왕은 토끼를 쫓았고 토끼는 [미래의 스투파 부지]에서 갑자기 사라졌다....[스투파 건설이 계획대로 진행되지 않자] 왕은 인내심을 잃고 직접 나섰으며, 정확하게 계획을 재건하기 시작하여 최고의 완벽함과 인내심으로 스투파를 완성했다. 이 두 스투파는 여전히 존재하며 병으로 고통받는 사람들이 치유를 위해 찾아왔다."
카니슈카 왕은 그의 행동 때문에 그가 통치하고 다스린 모든 사람들에게 크게 존경받고, 존경받고, 영예롭게 여겨졌으며, 그의 친절함, 겸손함, 그리고 모든 면에서의 평등감과 자의식 때문에 살아 있는 가장 위대한 왕으로 여겨졌다. 따라서 카니슈카 왕의 위대한 행동과 성품은 그의 이름을 불멸로 만들었고, 그리하여 그는 "왕 중의 왕"으로 여겨졌다.

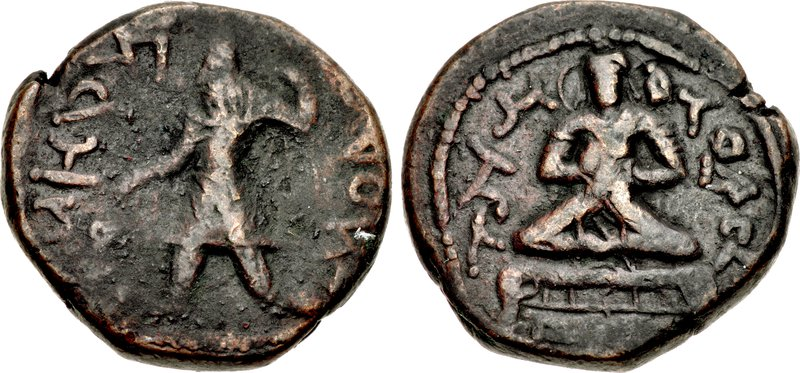
미륵보살 "메트라고 보도"가 있는 카니슈카의 주화.

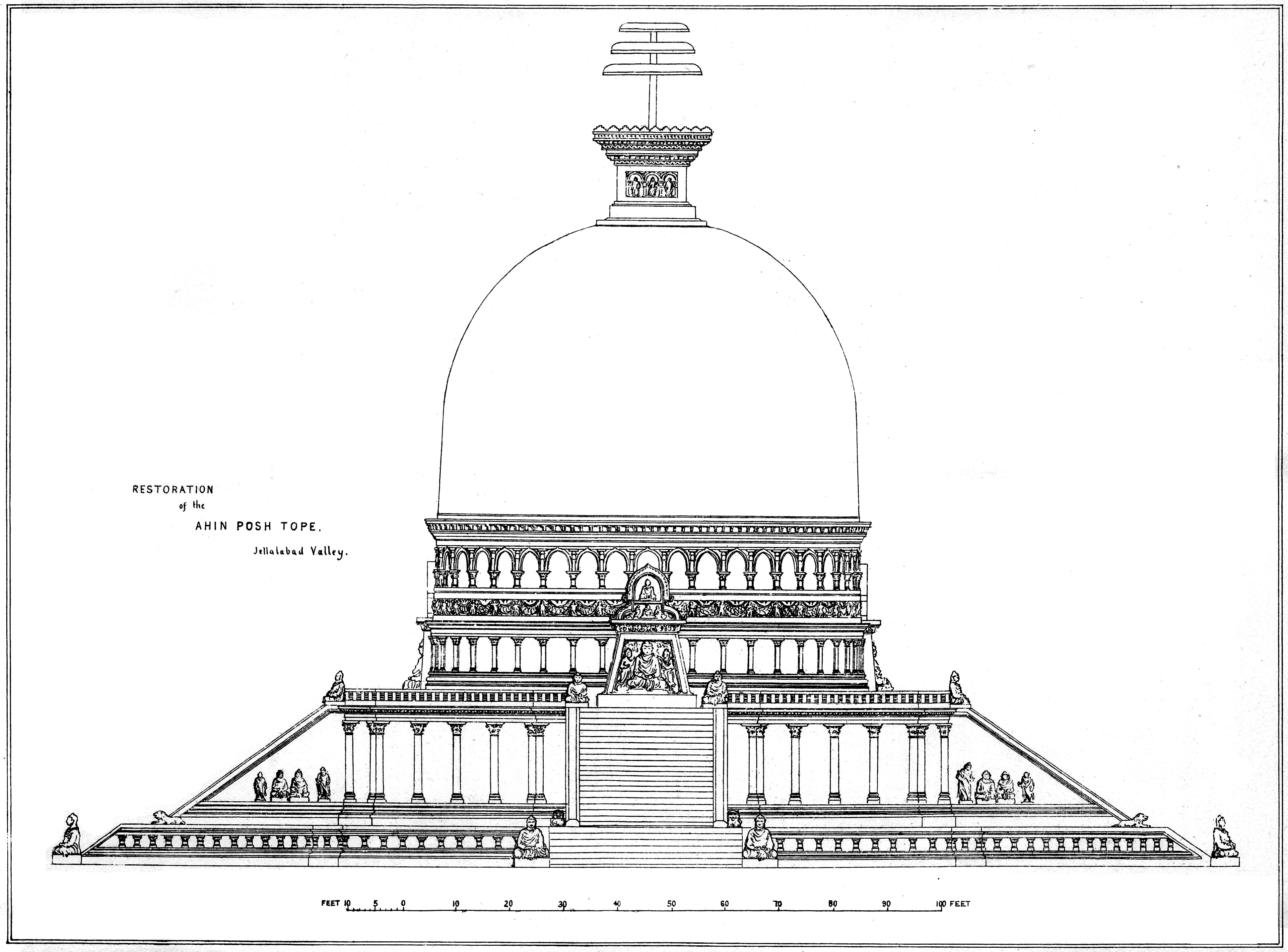
아힌 포슈 스투파는 2세기 CE에 봉헌되었고 카니슈카의 주화들을 포함하고 있었다

간다라 지역의 불교 승려들은 2세기 중반부터 북아시아 방향으로 불교 사상을 발전시키고 전파하는 데 핵심적인 역할을 했다. 쿠샨 제국의 승려 로카크셰마( 178 CEc.)는 대승불교 경전을 중국어로 번역한 최초의 인물이 되었고, 중국 수도 뤄양에 번역국을 설립했다. 중앙아시아와 동아시아 불교 승려들은 그 후 수세기 동안 강력한 교류를 유지했던 것으로 보인다.
카니슈카의 뒤는 후비슈카가 이었을 것이다. 이것이 어떻게 그리고 언제 이루어졌는지는 여전히 불확실하다. 훈자 신성암의 비문 또한 카니슈카의 흔적을 보여준다.

## 같이 보기
- 메난드로스 1세
- 그리스 불교

### 설명주
1. ↑  산스크리트어: कनिष्क, IAST: Kaniṣka; 그리스-박트리아 문자:Κανηϸκε Kaniške; 카로슈티 문자: 𐨐𐨞𐨁𐨮𐨿𐨐 Ka-ṇi-ṣka;[4] 브라흐미 문자: 𑀓𑀸𑀡𑀺𑀱𑁆𑀓 Kā-ṇi-ṣka

### 참조주
1. ↑  Gakkai, Soka (2009년 1월 1일). 《Dictionary of Buddhism》 (영어). Motilal Banarsidass. 328쪽. ISBN 978-81-208-3334-0. According to one influential account, he was born in Khotan and came from a family line different from that of Kushan dynasty founder Kujūla Kadphises and his successor, Vīma Kadphises.
2. ↑  Daniélou, Alain (2003년 2월 11일). 《A Brief History of India》 (영어). Simon and Schuster. 109쪽. ISBN 978-1-59477-794-3. According to the Chinese sources, Kanishka came originally from Khotan and belonged to one of the smaller Yueh Chi tribes.
3. 1 2 3 4 5 6 7  Rosenfield, John M. (1967). 《The Dynasty Arts of the Kushans》 (영어). University of California Press. 40–41쪽. There are two unconfirmed theories about Kanisha's having ruled in the periphery of the Kushan Empire before assuming power as the Shaonanoshao. Both are based on the supposition of a separate Kanishka dynasty. The earlier-Sten Konow's-is that Kanishka came from Khotan, having been summoned as an ethnic ally at the time of troubles after Vima's reign. Konow supports this theory by citing a Tibetan tradition that a Khotanese expedition to India of about A.D. 120 was commanded by a King Vijayakirti along with a King Kanika and the king of Guzan. Ghirshman's similar theory is that Kanishka was originally king of Kashmir before becoming suzerain of the dynasty as a whole. He cites the above mentioned Khalatse epigraph, which may allude to Kushan power reaching the northeast corner of Kashmir, and also the Rajatarangini, in which the list of [Kushan] kings of Kashmir gave Kanishka's name as the third of a sequence, suggesting that he had predecessors there (Hushka and Jushka). Finally, testimony of Kanishka's activity in Kashmir in favor of the Buddhist faith suggests that he favored the region above others and that he founded Peshawar as his capital to be close to Kashmir.
4. ↑  B.N. Mukhjerjee, Shāh-jī-kī-ḍherī Casket Inscription, The British Museum Quarterly, Vol. 28, No. 1/2 (Summer, 1964), pp. 39–46
5. ↑  "The yuga of Sphujiddhvaja and the era of the Kuṣâṇas". Harry Falk. Silk Road Art and Archaeology VII.
6. ↑  Bracey, Robert (2017). 《The Date of Kanishka since 1960 (Indian Historical Review, 2017, 44(1), 1–41)》. 《Indian Historical Review》 (영어) 44. 1–41쪽.
7. ↑  Dutt, Romesh C. (2008년 1월 1일). 《History of India, in Nine Volumes: Vol. I - From the Earliest Times to the Sixth Century B.C.》 (영어). Cosimo, Inc. 321–322쪽. ISBN 978-1-60520-490-1. Kanishka conquered Kashmir. Kanishka's vast empire extended over Kabul, over Yarkand and Khotan, over Kashmir and Rajputana, and over the whole of the Panjab, to Gujarat and Sind in the south, and to Agra in the east, and even China had hostages at his court. Kanishka was a zealous Buddhist of the Northern school, and held a council of five hundred monks.
8. ↑  Dahiya, Poonam Dalal (2017년 9월 15일). 《ANCIENT AND MEDIEVAL INDIA EBOOK》 (영어). McGraw-Hill Education. 278–281쪽. ISBN 978-93-5260-673-3.
9. ↑  The Kushans at first retained the Greek language for administrative purposes but soon began to use Bactrian. The Bactrian Rabatak inscription (discovered in 1993 and deciphered in 2000) records that the Kushan king Kanishka the Great ( 127 ADc.), discarded Greek (Ionian) as the language of administration and adopted Bactrian ("Arya language"), from Falk (2001): "The yuga of Sphujiddhvaja and the era of the Kuṣâṇas." Harry Falk. Silk Road Art and Archaeology VII, p. 133.
10. ↑  Falk (2001), pp. 121–136. Falk (2004), pp. 167–176
11. ↑  Puri, Baij Nath (1965). 《India under the Kushāṇas》 (영어). Bharatiya Vidya Bhavan.
12. ↑  Gakkai, Soka (2009년 1월 1일). 《Dictionary of Buddhism》 (영어). Motilal Banarsidass. 328쪽. ISBN 978-81-208-3334-0. According to one influential account, he was born in Khotan and came from a family line different from that of Kushan dynasty founder Kujūla Kadphises and his successor, Vīma Kadphises.
13. ↑  Daniélou, Alain (2003년 2월 11일). 《A Brief History of India》 (영어). Simon and Schuster. 109쪽. ISBN 978-1-59477-794-3. According to the Chinese sources, Kanishka came originally from Khotan and belonged to one of the smaller Yueh Chi tribes.
14. ↑  Findeisen, Raoul David; Isay, Gad C.; Katz-Goehr, Amira (2009). 《At Home in Many Worlds: Reading, Writing and Translating from Chinese and Jewish Cultures : Essays in Honour of Irene Eber》 (영어). Otto Harrassowitz Verlag. 138쪽. ISBN 978-3-447-06135-3.
15. ↑  Sims-Williams and Cribb (1995/6), pp. 75–142.
16. ↑  Sims-Williams (1998), pp. 79–83.
17. ↑  Sims-Williams and Cribb (1995/6), p. 80.
18. ↑  《Indian History》 (영어). Allied Publishers. 1988. 301쪽. ISBN 978-81-8424-568-4.
19. ↑  Parashar, Parmanand (2004). 《Kashmir The Paradise Of Asia》 (영어). Sarup & Sons. 260쪽. ISBN 978-81-7625-518-9.
20. ↑  Puri 1999, 258쪽.
21. ↑  Hill (2009), p. 11.
22. ↑  Ghirshman, Roman (1965). 《Iran: From the earliest times to the Islamic conquest》. Baltimore: Penguin Books. 262쪽. ISBN 978-0-14-020239-7.
23. ↑  Benjamin, Craig (2021). 〈The Kushan Empire〉.   Bang, Peter Fibiger; Bayly, C. A.; Scheidel, Walter. 《The Oxford World History of Empire: Volume Two: The History of Empires》 (영어). Oxford University Press. 325–346 (at 339)쪽. doi:10.1093/oso/9780197532768.003.0011. ISBN 978-0-19-753278-2.
24. ↑  "The Rabatak inscription claims that in the year 1 Kanishka I's authority was proclaimed in India, in all the satrapies and in different cities like Koonadeano (Kundina), Ozeno (Ujjain), Kozambo (Kausambi), Zagedo (Saketa), Palabotro (Pataliputra) and Ziri-Tambo (Janjgir-Champa). These cities lay to the east and south of Mathura, up to which locality Wima had already carried his victorious arm. Therefore they must have been captured or subdued by Kanishka I himself." Ancient Indian Inscriptions, S. R. Goyal, p. 93. See also the analysis of Sims-Williams and J. Cribb, who had a central role in the decipherment: "A new Bactrian inscription of Kanishka the Great", in Silk Road Art and Archaeology No. 4, 1995–1996. Also see, Mukherjee, B. N. "The Great Kushanan Testament", Indian Museum Bulletin.
25. ↑  Cribb, Joe (1984). “The Sino-Kharosthi coins of Khotan part 2”. 《Numismatic Chronicle》. 129–152쪽.
26. ↑  Schwartzberg, Joseph E. (1978). 《A Historical atlas of South Asia》. Chicago: University of Chicago Press. 145, map XIV.1(g)쪽. ISBN 0226742210. 2021년 2월 24일에 원본 문서에서 보존된 문서. 2025년 6월 14일에 확인함.
27. ↑  Lo Muzio, Ciro (2012). 《Remarks on the Paintings from the Buddhist Monastery of Fayaz Tepe (Southern Uzbekistan)》. 《Bulletin of the Asia Institute》 22. 189–206쪽.
28. ↑  “Samatata coin”. 《British Museum》.
29. ↑  Wood (2002), illus. p. 39.
30. ↑  Sims-Williams (online) Encyclopedia Iranica.
31. ↑  H. Humbach, 1975, pp. 402–408. K. Tanabe, 1997, p. 277, M. Carter, 1995, p. 152. J. Cribb, 1997, p. 40. References cited in De l'Indus à l'Oxus.
32. ↑  Khodadad Rezakhani (2017). 〈From the Kushans to the Western Turks〉.   Touraj Daryaee. 《King of the Seven Climes: A History of the Ancient Iranian World (3000 BCE - 651 CE)》. Ancient Iran Series 4. Brill. 201쪽. doi:10.1163/9789004460645_010. ISBN 978-90-04-46064-5. Kanishka, known as the Great (....) He is also known through mentions of him in many Indian epic and religious sources, where he is associated with the spread of Buddhism in Central Asia (Bivar 1983: 190f; Staviskij 1986: 201-215). Despite this concentration on his support of Buddhism, however, he appears to have been a ruler more akin to Constantine the Great than Theodosius the Great, in that he did not himself convert to Buddhism, rather rendering his support to the religion (Stavinskij 1986: 215-229; Grenet 2006).
33. ↑  M. Saleem Beg (2020). 《Sacred Architecture of Kashmir: Language of Identity》. 《Social Scientist》 48. 75–80쪽. ISSN 0970-0293. JSTOR 26978888.
34. ↑  Dobbins (1971).
35. ↑  "In Gandhara the appearance of a halo surrounding an entire figure occurs only in the latest phases of artistic production, in the fifth and sixth centuries. By this time in Afghanistan the halo/mandorla had become quite common and is the format that took hold at Central Asian Buddhist sites." in “Metropolitan Museum of Art”. 《metmuseum.org》.
36. ↑  The Crossroads of Asia, p. 201. (Full  here.)
37. 1 2 3  Rhi, Juhyung (2017). 《Problems of Chronology in Gandharan. Positioning Gandharan Buddhas in Chronology》 (PDF). Oxford: Archaeopress Archaeology. 35–51쪽.
38. ↑  Early History of Kausambi p.xxi
39. ↑  Epigraphia Indica 8 p. 179
40. ↑  Seated Buddha with inscription starting with   𑁕 Maharajasya Kanishkasya Sam 4 "Year 4 of the Great King Kanishka" in “Seated Buddha with Two Attendants”. 《kimbellart.org》 (영어). Kimbell Art Museum.
41. ↑  "The Buddhist Triad, from Haryana or Mathura, Year 4 of Kaniska (ad 82). Kimbell Art Museum, Fort Worth." in Museum (Singapore), Asian Civilisations; Krishnan, Gauri Parimoo (2007). 《The Divine Within: Art & Living Culture of India & South Asia》 (영어). World Scientific Pub. 113쪽. ISBN 9789810567057.
42. ↑  Behrendt, Kurt A. (2007). 《The Art of Gandhara in the Metropolitan Museum of Art》 (영어). Metropolitan Museum of Art. 48, Fig. 18쪽. ISBN 978-1-58839-224-4.
43. ↑  FUSSMAN, Gérard (1974). 《Documents Epigraphiques Kouchans》. 《Bulletin de l'École française d'Extrême-Orient》 61. 54–57쪽. doi:10.3406/befeo.1974.5193. ISSN 0336-1519. JSTOR 43732476.
44. ↑  Rhi, Juhyung. 《Identifying Several Visual Types of Gandharan Buddha Images. Archives of Asian Art 58 (2008).》 (영어). 53–56쪽.
45. ↑  The Classical Art Research Centre, University of Oxford (2018). 《Problems of Chronology in Gandhāran Art: Proceedings of the First International Workshop of the Gandhāra Connections Project, University of Oxford, 23rd-24th March, 2017》. Archaeopress. 45, notes 28, 29쪽.
46. ↑  Sircar, Dineschandra (1971). 《Studies in the Religious Life of Ancient and Medieval India》 (영어). Motilal Banarsidass Publ. ISBN 978-81-208-2790-5.
47. ↑  Sastri, H. krishna (1923). 《Epigraphia Indica Vol-17》. 11–15쪽.
48. ↑  Luders, Heinrich (1961). 《Mathura Inscriptions》. 148–149쪽.
49. ↑  Hargreaves (1910–11), pp. 25–32.
50. ↑  Spooner, (1908–9), pp. 38–59.
51. ↑  Kumar (1973), p. 95.
52. ↑  Kumar (1973), p. 91.
53. ↑  Kumar (1973). p. 89.
54. ↑  현장, quoted in: Kumar (1973), p. 93.

## 참고 자료
- Bopearachchi, Osmund (2003). 《De l'Indus à l'Oxus, Archéologie de l'Asie Centrale》 (프랑스어). Lattes: Association imago-musée de Lattes. ISBN 978-2-9516679-2-1.
- Chavannes, Édouard. (1906) "Trois Généraux Chinois de la dynastie des Han Orientaux. Pan Tch'ao (32–102 p. C.); – son fils Pan Yong; – Leang K'in (112 p. C.). Chapitre LXXVII du Heou Han chou." T'oung pao 7, (1906) p. 232 and note 3.
- Dobbins, K. Walton. (1971). The Stūpa and Vihāra of Kanishka I. The Asiatic Society of Bengal Monograph Series, Vol. XVIII. Calcutta.
- Falk, Harry (2001): "The yuga of Sphujiddhvaja and the era of the Kuṣâṇas." In: Silk Road Art and Archaeology VII, pp. 121–136.
- Falk, Harry (2004): "The Kaniṣka era in Gupta records." In: Silk Road Art and Archaeology X (2004), pp. 167–176.
- Foucher, M. A. 1901. "Notes sur la geographie ancienne du Gandhâra (commentaire à un chapitre de Hiuen-Tsang)." BEFEO No. 4, Oct. 1901, pp. 322–369.
- Gnoli, Gherardo (2002). "The "Aryan" Language." JSAI 26 (2002).
- Hargreaves, H. (1910–11): "Excavations at Shāh-jī-kī Dhērī"; Archaeological Survey of India, 1910–11.
- Harmatta, János; Puri, B. N.; Etemadi, G. F., 편집. (1999) [1994]. 《History of Civilizations of Central Asia. Volume II The Development of Sedentary and Nomadic Civilizations, 700 B.C. to A.D. 250》. Delhi: Motilal Banarsidass. ISBN 978-8-1208-1408-0. 2021년 7월 31일에 확인함.
  - Puri, Baij Nath. "The Kushans". In Harmatta, Puri & Etemadi (1999), pp. 247–264.
- Hill, John E. (2009) Through the Jade Gate to Rome: A Study of the Silk Routes during the Later Han Dynasty, 1st to 2nd centuries CE. BookSurge, Charleston, South Carolina. ISBN 978-1-4392-2134-1.
- Kulke, Hermann; Rothermund, Dietmar (1998). 《A history of India》. London; New York: Routledge. ISBN 978-0-415-15481-9.
- Kumar, Baldev. 1973. The Early Kuṣāṇas. New Delhi, Sterling Publishers.
- Sims-Williams, Nicholas and Joe Cribb (1995/6): "A New Bactrian Inscription of Kanishka the Great." Silk Road Art and Archaeology 4 (1996), pp. 75–142.
- Sims-Williams, Nicholas (1998): "Further notes on the Bactrian inscription of Rabatak, with an Appendix on the names of Kujula Kadphises and Vima Taktu in Chinese." Proceedings of the Third European Conference of Iranian Studies Part 1: Old and Middle Iranian Studies. Edited by Nicholas Sims-Williams. Wiesbaden. 1998, pp. 79–93.
- Sims-Williams, Nicholas. Sims-Williams, Nicolas. 〈Bactrian Language〉. 《Encyclopaedia Iranica》 3. London: Routledge & Kegan Paul. Accessed: 20/12/2010
- Spooner, D. B. (1908–9): "Excavations at Shāh-jī-kī Dhērī."; Archaeological Survey of India, 1908-9.
- Wood, Frances (2003). The Silk Road: Two Thousand Years in the Heart of Asia. University of California Press. Hbk (2003), ISBN 978-0-520-23786-5; pbk. (2004) ISBN 978-0-520-24340-8